# Λ

Lambda en una letra capital del Etymologicum Magnum (1499).

Lambda (en mayúscula Λ, en minúscula λ; llamada en griego antiguo λά(μ)βδα lá(m)bda /lá(m)b.da/, en griego moderno λάμ(β)δα lám(v)da /ˈlav.ða/) es la undécima letra del alfabeto griego. Los gramáticos y dramaturgos antiguos dan evidencia de la pronunciación como [laːbdaː] (λάβδα) en la época griega clásica; en griego moderno, el nombre de la letra es λάμδα.
En el sistema de numeración griega tiene un valor de 30 (Λʹ).

## Historia

### Variantes epigráficas
En las fuentes epigráficas arcaicas aparecen las siguientes variantes:

## Uso
La letra lambda se usa como símbolo para representar:
- En física y en otros campos, la longitud de onda ). También designa el valor de densidad lineal de carga y la constante radiactiva de un isótopo.
- En cosmología, "Λ" (lambda mayúscula) es el símbolo para la constante cosmológica, un término introducido por Albert Einstein en las ecuaciones dinámicas de su modelo matemático de Universo estático para caracterizar la expansión acelerada del Universo.
- En termodinámica representa el coeficiente de conductividad térmica de los materiales.
- También se usa en física para designar a un tipo de barión, el barión lambda.
- En biología designa al virus fago lambda (Enterobacteria fago λ), usado en la replicación de ADN.
- En geografía y geodesía se utiliza para representar el meridiano o longitud y su respectivo valor.
- En medicina, lambda es el punto craneométrico ubicado en la intersección de la sutura sagital y la sutura lambdoidea.
- En virología, en el contexto de la pandemia de COVID-19, la Organización Mundial de la Salud (OMS) designó como una variante de interés a lambda, una mutación del SARS-CoV-2, virus que produce la enfermedad del COVID-19, encontrado en diciembre de 2020 en Perú.
- En el contexto de embarazos gemelares representa sacos amnióticos con corion entre las membranas y es patognomónica de bicorionicidad.[6]
- En una reacción química indica que se necesita la intervención de un catalizador en la reacción.
- En química inorgánica indica que un enantiómero de un compuesto de coordinación gira el plano de luz polarizada hacia la izquierda.
- En cálculo lambda y por extensión en algunos lenguajes de programación, la notación usada para definir funciones cuyo resultado es parte de otra función.
- En la teoría de autómatas, representa la cadena "vacía" dentro de una palabra, por ejemplo la palabra "aaλbb" sería, simplificando, la palabra "aabb".
- La letra inicial de Lacedemonia en griego, el nombre de la ciudad-estado de la cual Esparta era el núcleo. La letra lambda mayúscula aparecía impresa en los escudos de los hoplitas espartanos.
- Lambda (cohete) fue una familia de cohetes japoneses.
- En teoría de probabilidad y estadística, se utiliza como parámetro de la distribución de Poisson.
- En los coches Volvo, representa un error en los sistemas de motor, gasolina o arranque del coche.
- En mecánica general se utiliza como coeficiente de una mezcla entre combustible y comburente siendo λ=1 la mezcla estequiométrica.
- En matemáticas suele designar un ángulo, un plano, etc.
- En álgebra lineal suele designar al parámetro de la ecuación paramétrica de una recta y a los valores propios.
- En microeconomía se utiliza para representar al multiplicador lagrangiano, el cual puede ser aplicado en la maximización de la utilidad del consumidor o en la minimización del gasto total.
- En análisis fractal de imágenes se utiliza para representar la lacunaridad.
- En el sistema de numeración griego tiene un valor de 30 (λʹ).
- El movimiento laicista de Europa la usa como símbolo.
- Se usa para representar el famoso videojuego de Valve, Half Life, además de ser el nombre de una instalación científica del primer juego.
- El villano del videojuego Tales of Graces se llama Lambda y en su forma final adopta el nombre de Lambda Angelus.
- Uno de los personajes de la serie de videojuegos BlazBlue es una chica androide llamada Lambda-11.
- Se escogió para simbolizar la campaña de liberación homosexual de la Gay Activists Alliance y forma parte de la simbología LGBT.
- En la escritura de algunas lenguas minoritarias nativo americanas se usa una lambda latina para expresar ciertos sonidos laterales.

## Unicode
Unicode usa el nombre "lamda" para los nombres de caracteres en vez de "lambda" debido a "preferencias expresadas por el Cuerpo Nacional Griego".
- Griego y copto

| Carácter      | Λ                          | Λ                          | λ                        | λ                        | ᴧ                                | ᴧ                                | Ⲗ                           | Ⲗ                           | ⲗ                         | ⲗ                         |
| ------------- | -------------------------- | -------------------------- | ------------------------ | ------------------------ | -------------------------------- | -------------------------------- | --------------------------- | --------------------------- | ------------------------- | ------------------------- |
| Unicode       | GREEK CAPITAL LETTER LAMDA | GREEK CAPITAL LETTER LAMDA | GREEK SMALL LETTER LAMDA | GREEK SMALL LETTER LAMDA | GREEK LETTER SMALL CAPITAL LAMDA | GREEK LETTER SMALL CAPITAL LAMDA | COPTIC CAPITAL LETTER LAULA | COPTIC CAPITAL LETTER LAULA | COPTIC SMALL LETTER LAULA | COPTIC SMALL LETTER LAULA |
| Codificación  | decimal                    | hex                        | decimal                  | hex                      | decimal                          | hex                              | decimal                     | hex                         | decimal                   | hex                       |
| Unicode       | 923                        | U+039B                     | 955                      | U+03BB                   | 7463                             | U+1D27                           | 11414                       | U+2C96                      | 11415                     | U+2C97                    |
| UTF-8         | 206 155                    | CE 9B                      | 206 187                  | CE BB                    | 225 180 167                      | E1 B4 A7                         | 226 178 150                 | E2 B2 96                    | 226 178 151               | E2 B2 97                  |
| Ref. numérica | &#923;                     | &#x39B;                    | &#955;                   | &#x3BB;                  | &#7463;                          | &#x1D27;                         | &#11414;                    | &#x2C96;                    | &#11415;                  | &#x2C97;                  |
| Ref. entidad  | &Lambda;                   | &Lambda;                   | &lambda;                 | &lambda;                 |                                  |                                  |                             |                             |                           |                           |
| DOS Greek     | 138                        | 8A                         | 162                      | A2                       |                                  |                                  |                             |                             |                           |                           |
| DOS Greek-2   | 182                        | B6                         | 229                      | E5                       |                                  |                                  |                             |                             |                           |                           |
| Windows-1253  | 203                        | CB                         | 235                      | EB                       |                                  |                                  |                             |                             |                           |                           |
| TeX           | \Lambda                    | \Lambda                    | \lambda                  | \lambda                  |                                  |                                  |                             |                             |                           |                           |

- Matemáticas

| Carácter      | 𝚲                               | 𝚲                               | 𝛌                             | 𝛌                             | 𝛬                                 | 𝛬                                 | 𝜆                               | 𝜆                               | 𝜦                                      | 𝜦                                      | 𝝀                                    | 𝝀                                    |
| ------------- | ------------------------------- | ------------------------------- | ----------------------------- | ----------------------------- | --------------------------------- | --------------------------------- | ------------------------------- | ------------------------------- | -------------------------------------- | -------------------------------------- | ------------------------------------ | ------------------------------------ |
| Unicode       | MATHEMATICAL BOLD CAPITAL LAMDA | MATHEMATICAL BOLD CAPITAL LAMDA | MATHEMATICAL BOLD SMALL LAMDA | MATHEMATICAL BOLD SMALL LAMDA | MATHEMATICAL ITALIC CAPITAL LAMDA | MATHEMATICAL ITALIC CAPITAL LAMDA | MATHEMATICAL ITALIC SMALL LAMDA | MATHEMATICAL ITALIC SMALL LAMDA | MATHEMATICAL BOLD ITALIC CAPITAL LAMDA | MATHEMATICAL BOLD ITALIC CAPITAL LAMDA | MATHEMATICAL BOLD ITALIC SMALL LAMDA | MATHEMATICAL BOLD ITALIC SMALL LAMDA |
| Codificación  | decimal                         | hex                             | decimal                       | hex                           | decimal                           | hex                               | decimal                         | hex                             | decimal                                | hex                                    | decimal                              | hex                                  |
| Unicode       | 120498                          | U+1D6B2                         | 120524                        | U+1D6CC                       | 120556                            | U+1D6EC                           | 120582                          | U+1D706                         | 120614                                 | U+1D726                                | 120640                               | U+1D740                              |
| UTF-8         | 240 157 154 178                 | F0 9D 9A B2                     | 240 157 155 140               | F0 9D 9B 8C                   | 240 157 155 172                   | F0 9D 9B AC                       | 240 157 156 134                 | F0 9D 9C 86                     | 240 157 156 166                        | F0 9D 9C A6                            | 240 157 157 128                      | F0 9D 9D 80                          |
| Ref. numérica | &#120498;                       | &#x1D6B2;                       | &#120524;                     | &#x1D6CC;                     | &#120556;                         | &#x1D6EC;                         | &#120582;                       | &#x1D706;                       | &#120614;                              | &#x1D726;                              | &#120640;                            | &#x1D740;                            |

| Carácter      | 𝝠                                          | 𝝠                                          | 𝝺                                        | 𝝺                                        | 𝞚                                                 | 𝞚                                                 | 𝞴                                               | 𝞴                                               |
| ------------- | ------------------------------------------ | ------------------------------------------ | ---------------------------------------- | ---------------------------------------- | ------------------------------------------------- | ------------------------------------------------- | ----------------------------------------------- | ----------------------------------------------- |
| Unicode       | MATHEMATICAL SANS-SERIF BOLD CAPITAL LAMDA | MATHEMATICAL SANS-SERIF BOLD CAPITAL LAMDA | MATHEMATICAL SANS-SERIF BOLD SMALL LAMDA | MATHEMATICAL SANS-SERIF BOLD SMALL LAMDA | MATHEMATICAL SANS-SERIF BOLD ITALIC CAPITAL LAMDA | MATHEMATICAL SANS-SERIF BOLD ITALIC CAPITAL LAMDA | MATHEMATICAL SANS-SERIF BOLD ITALIC SMALL LAMDA | MATHEMATICAL SANS-SERIF BOLD ITALIC SMALL LAMDA |
| Codificación  | decimal                                    | hex                                        | decimal                                  | hex                                      | decimal                                           | hex                                               | decimal                                         | hex                                             |
| Unicode       | 120672                                     | U+1D760                                    | 120698                                   | U+1D77A                                  | 120730                                            | U+1D79A                                           | 120756                                          | U+1D7B4                                         |
| UTF-8         | 240 157 157 160                            | F0 9D 9D A0                                | 240 157 157 186                          | F0 9D 9D BA                              | 240 157 158 154                                   | F0 9D 9E 9A                                       | 240 157 158 180                                 | F0 9D 9E B4                                     |
| Ref. numérica | &#120672;                                  | &#x1D760;                                  | &#120698;                                | &#x1D77A;                                | &#120730;                                         | &#x1D79A;                                         | &#120756;                                       | &#x1D7B4;                                       |